# Cantón de Saint-Laurent-de-la-Salanque
El cantón de Saint-Laurent-de-la-Salanque era una división administrativa francesa, que estaba situada en el departamento de Pirineos Orientales y la región de Languedoc-Rosellón.

## Composición
El cantón estaba formado por cinco comunas:
- Claira
- Le Barcarès
- Saint-Hippolyte
- Saint-Laurent-de-la-Salanque
- Torreilles

## Supresión del cantón de Saint-Laurent-de-la-Salanque
En aplicación del Decreto n.º 2014-262 de 26 de febrero de 2014, el cantón de Saint-Laurent-de-la-Salanque fue suprimido el 22 de marzo de 2015 y sus 5 comunas pasaron a formar parte del nuevo cantón de La Costa Salanqueña.